# Kalanchoë
Kalanchoë (Kalanchoe) is een geslacht uit de vetplantenfamilie (Crassulaceae). Uitspraak (kaˈlɑŋxoʋe)
De botanische naam is de latinisering van de Chinese volksnaam "Kalanchauhuy". Adanson verwees daarbij naar Georg Joseph Kamel (Camellus) als de bron voor zijn naam.
Er zijn meer dan tweehonderd soorten bekend. Vele daarvan zijn afkomstig uit Madagaskar. Het zijn zogenaamde kortedagplanten. Dat betekent dat ze pas bloemknoppen gaan vormen bij minder dan twaalf uur licht per dag.
De soorten verlangen weinig water, veel zon en 's winters een niet te koude standplaats. Ze kunnen in een koude kas overwinteren of in een verwarmde kamer. In de winter bij een temperatuur van < 6 °C mogen ze helemaal geen water hebben.
Van de witbloeiende Kalanchoë worden de bloempjes vaak in het eten verwerkt.

## Enkele bloeiende soorten zijn
- Kalanchoe blossfeldiana
- Kalanchoe longiflora
- Kalanchoe manginii

## Enkele soortenbroedplanten
- Kalanchoe daigremontiana (synoniem: Bryophyllum daigremontianum)
- Kalanchoe laxiflora (synoniemen: Kalanchoe crenata en Bryophyllum crenatum)
- Kalanchoe tubiflora (synoniem: Bryophyllum tubiflorum)

## Overige soorten
- Kalanchoe marmorata (synoniemen: Kalanchoe grandiflora en Kalanchoe macrantha)
- Kalanchoe tomentosa, Pandaplant
- Kalanchoe thyrsiflora, Woestijnroos

... · 
K. blossfeldiana · 
K. daigremontiana · 
K. thyrsiflora (Woestijnroos) · 
K. tomentosa (Pandaplant) · 
...
Adromischus · Aeonium · Aichryson · Chiastophyllum · Cotyledon · Crassula · Diamorpha · Dudleya · Echeveria · Graptopetalum · Greenovia · Hylotelephium (Hemelsleutel) · Hypagophytum · Jovibarba · Kalanchoe (Kalanchoë) · Lenophyllum · Monanthes · Orostachys · Pachyphytum · Perrierosedum · Phedimus (Vlak vetkruid) · Pistorinia · Prometheum · Pseudosedum · Rhodiola · Rosularia · Sedum (Vetkruid) · Sempervivum (Huislook) · Thompsonella · Tylecodon · Umbilicus · Villadia